# Косачёва (бакен)
Косачёва, бакен Косачева — упразднённый в 1971 году населённый пункт в Сузунском районе Новосибирской области России. На год упразднения входил в состав Малышевского сельсовета, Сузунский сельский район Новосибирской области РСФСР, СССР.

## Топоним
Определение типа населённого пункта «бакен» происходит из нидерландского языка и обозначает бочку или пустой предмет, предназначенный для предупреждения судов об опасности места. Название Косачёва дано от фамилии Макара Косачева, работавшего бакенщиком.
В 1960 году упомянут как Косачев Бакен, в 1968 году — как Косачев (Бакен).

## География
Располагался в 9 км от центра сельсовета Малышево и в 19 от райцентра Сузуна.

## История
Основан не позже 1960 года, когда упоминается в составе Малышевского сельсовета.  
В 1971 году постановлением исполкома бакен Косачева упразднён в связи с фактическим прекращением существования вместе с некоторыми другими населёнными пунктами района.